# Claus Strandberg
Claus Strandberg, född 5 juni 1948, död 16 augusti 2004 i Köpenhamn, var en dansk skådespelare. 

## Filmografi (urval)
- 1975 – Ta't som en man, frun
- 1978 – Släkten
- 1985 – Jane Horney
- 1998 – Idioterna
- 1999 – Klinkevals
- 2001 – Skicka mera godis
- 2002 – Min systers barn på fjällsemester